# John Greenleaf Whittier Bridge
John Greenleaf Whittier Bridge ist der Name zweier paralleler Straßenbrücken über den Merrimack River zwischen Amesbury und Newburyport, Massachusetts, die die Interstate 95 über den Fluss führen.
Sie sind nach dem Dichter John Greenleaf Whittier (1807–1892) benannt, der in dem ca. 20 km flussaufwärts gelegenen Haverhill geboren wurde und lange in Amesbury gelebt hat.

## Beschreibung
Die beiden 400 m (1310 ft) langen Brückenbauwerke haben jeweils vier Fahrspuren mit beidseitigen Pannenstreifen. Auf der südlichen Brücke ist außerdem noch ein Geh- und Radweg vorhanden, mit dem verschiedene Erholungsgebiete in der Umgebung verbunden werden. Die südliche Brücke ist daher mit 26,2 m breiter als die fast gleich aussehende, 21,3 m breite nördliche Brücke. Sie stehen in einem Abstand von ca. 9 m voneinander.
Die Strombrücken sind Netzwerkbogenbrücke mit Stützweiten von 146,3 m (480 ft). Ihre Segmentbögen haben eine Konstruktionshöhe von 22,8 m  (74,8 ft) und ein Pfeilverhältnis von 1:6,4. Sie bestehen aus gebogenen H-förmigen Stahlträgern, die gleichbleibend 1,28 m (4,2 ft) hoch und 1,22 m (4 ft) breit sind. Das H-Profil wurde gewählt, da es sich leichter herstellen und montieren lässt als ein Hohlprofil und weil die Hänger leicht an Querblechen zwischen den Flanschen befestigt werden können.
Die Bögen sind durch X-förmige Windverbände aus Hohlkästen versteift. Jeder Bogen hat 34 schräg angeordnete Hänger, die sich meist zweimal kreuzen.
Die Fahrbahnträger haben stählerne Hohlkästen an den Rändern, die den Schub der Bögen aufnehmen, sowie einen Rost aus Längs- und Querträgern, der mit 24 cm (9,5 in.) dicken Spannbeton-Fertigteilplatten verbunden ist. Die Platten sind mit einer aufgesprühten Dichtung und einer 7,6 cm (3 in.) Asphaltdeckschicht versehen. Zur Abtrennung des Geh- und Radweges wurden Gleitwände aus EPS-Beton verwendet, auf die ein Stahlgitter montiert wurde.

## Geschichte

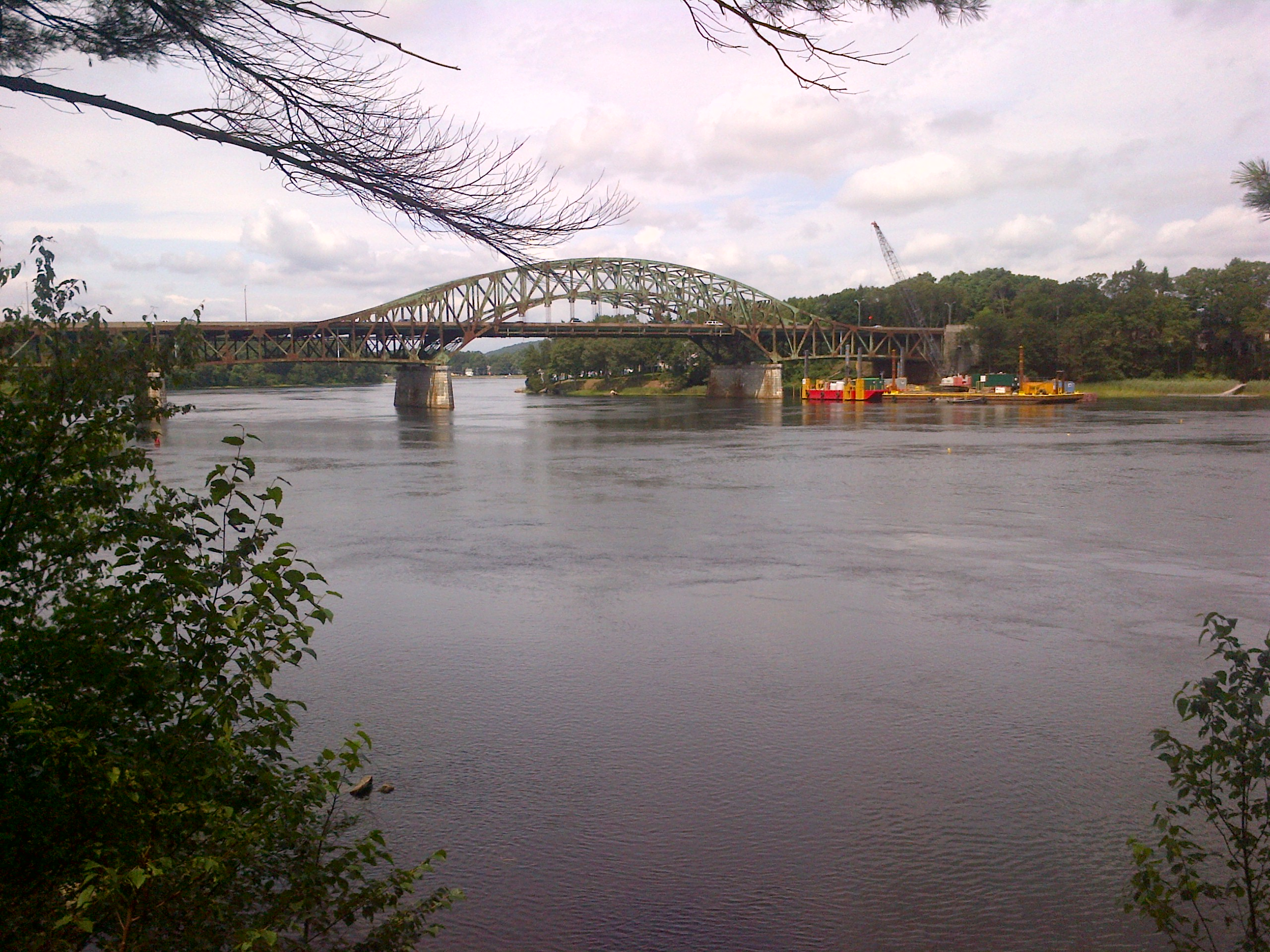
Die alte Whittier Memorial Bridge

Die von HNTB entworfene Brücke wurde zwischen 2013 und 2018 errichtet. Bei ihrer Fertigstellung war sie eine der insgesamt 15 in den USA gebauten Netzwerkbogenbrücken, von denen 9 durch HTNB geplant wurden. Ungewöhnlich für ein Bauvorhaben in den USA war, dass man aus Zeitgründen mit dem Bau schon begann, während die Planung und die Abstimmungsgespräche zwischen dem Bauherrn, dem Massachusetts Department of Transportation, dem Planer und den Baufirmen noch liefen. Anfänglich hatte man vor, die beiden Bogenbrücken an Land zu montieren und dann einzuschwimmen. Da aber Stützen und Krane aus einem kurz zuvor abgeschlossenen Bauvorhaben verfügbar waren, entschied man sich aus Kostengründen, beide Brücken vor Ort zu montieren.
Die neue Brücke ersetzte den gleichnamigen Vorgängerbau mit 2 × 3 Spuren ohne Pannenstreifen, eine 1952 eröffnete stählerne Fachwerkbrücke mit drei Bögen, die als über drei Felder reichende Durchlaufträger konstruiert waren. Sie wurde demontiert, nachdem die südliche Brücke im November 2015 fertiggestellt war und den gesamten Verkehr auf vorläufig eingerichteten 2 × 3 Spuren übernahm. Nach der Demontage der alten Brücke wurde an ihrer Stelle die neue nördliche Brücke gebaut.
Knapp 300 m flussabwärts steht die Chain Bridge, die die Spofford Street über das Deer Island an dem Ort an das andere Ufer führt, an dem Timothy  Palmer 1792 die erste hölzerne Brücke über den schiffbaren Lauf des Merrimack Rivers baute.